# Unión para la Nueva República (Francia)
La Unión para la Nueva República (en francés: Union pour la Nouvelle République —UNR—), a veces citado como Unión por la Nueva República, fue un partido político de derecha creado en Francia el 1 de octubre de 1958 alrededor de la figura y de la ideología del general Charles de Gaulle, para unir a los diversos grupos de la derecha francesa en un movimiento de tipo populista y tercerposicionista para tratar de alcanzar el poder en el nuevo proyecto, la Quinta República, que el propio De Gaulle había impulsado.

## Formación del partido
Para la formación de este partido se unen tres de las principales corrientes del gaullismo:
- La primera y tal vez la más importante era el Centro Nacional de los Republicanos Sociales (CNRS) que encuadraba entre otros a Jacques Chaban-Delmas y Roger Frey y que se había creado en 1954, tras el apagamiento de la Agrupación del Pueblo Francés (RPF).

- La Unión por la Renovación Francesa (URF) dirigida por Jacques Soustelle, que tras haber sido fundada como Unión por la Salvación y Renovación de Argelia Francesa (USRAF) en febrero de 1955 cambió de nombre en julio de 1958.

- La Convención Republicana (CR), que lideraba Marie-Madeleine Fourcade, que habían creado en julio de 1958 antiguos luchadores de la Resistencia y militantes del RPF.

Tras la elección de Roger Frey como Secretario General, se toma la más importante de las decisiones: no se tratará de un partido de derechas fuertemente organizado, sino de una agrupación de cuadros, que siguiendo el modelo del Partido Conservador Británico canalice al electorado para apoyar a sus representantes, pero sin marcarles una línea política demasiado determinada. Soustelle no era partidario de este sistema, pero la intervención del propio De Gaulle, poco amigo de tener en "su" partido a nadie que le hiciera sombra inclinó la balanza por esta opción. En lo sucesivo se replanteará este debate varias veces, pero hasta la creación en 1976 de la RPR no se cambiará el modelo de partido gaullista.
Después de la constitución de la UNR sólo queda una pequeña rama del gaullismo fuera. Se trata de los que eran contrarios a la Argelia Francesa, que se reagruparon en el Centro de la Reforma Republicana, luego transformado en Unión Democrática del Trabajo (UDT).

## Primeras elecciones
El partido decide presentar candidaturas propias a las elecciones de noviembre de 1958. Sus resultados son más bien decepcionantes, puesto que lo único que consigue es convertirse en el principal partido del ala conservadora. A nivel de partido, sólo consigue un 17'6 % de los votos en la primera vuelta, dejando como primer partido aún al PCF. Sin embargo, la segunda vuelta maquillará estos resultados, proporcionando a la UNR 216 diputados, contra sólo 10 del PCF.

## Evolución del partido
Charles De Gaulle había desautorizado de modo explícito el uso de su nombre (ni siquiera adjetivizado) en ningún partido, y los gaullistas no deseaban utilizar la palabra "partido", que para ellos era divisora, y preferían utilizar 'movimiento' para hablar de su corriente política. El I Consejo Nacional del movimiento se celebró en julio de 1959 en Orsay. Sin embargo, se producía la contradicción de que lo único que realmente cohesionaba la UNR era precisamente la figura de De Gaulle, y esto de modo deliberado, ya que en todo momento se rechazó la posibilidad de redactar un manifiesto o de especificar una línea política concreta. Todo ello era con el afán de convertirse en fuerza mayoritaria, lo que, aunque había sucedido en las elecciones de 1958, resultaba muy inseguro en lo sucesivo para un partido que ni siquiera había conseguido un 20 % de los sufragios en la primera vuelta.
Además, esa falta de concreción favorecía las luchas entre los distintos barones del partido. L. Delbecque y otros ocho diputados abandonan el partido en octubre de 1959 y Jacques Soustelle, extremadamente crítico con la postura de De Gaulle en el tema de Argelia es expulsado del gobierno en febrero de 1960 y de la UNR el 25 de abril.
Pero el general De Gaulle utilizaba con maestría (casi siempre) los referéndums para reforzar su figura pública y como consecuencia, el movimiento que lo apoyaba, la UNR obtenía los correspondientes beneficios. El general se dirige a la nación el 7 de noviembre de 1962 para solicitar que la mayoría obtenida en el plebiscito tuviera un reflejo en la Asamblea Nacional, lo que si se tiene en cuenta que el único partido que había postulado por el sí era la UNR quedaba muy claro como mensaje sobre a quién apoyaba De Gaulle. Por otro lado, el general conseguirá que la UNR y la UDT presenten candidatos comunes. En las elecciones de 1962 la coalición UNR-UDT se convierte, ahora sí, en la primera fuerza electoral de Francia, obteniendo un 31'9 % de los sufragios en la primera vuelta y alcanzando prácticamente la mayoría absoluta tras la segunda.

## Consolidación de la coalición UNR-UDT y terceras elecciones
Esta unión entre la UNR y la UDT se realiza en Niza entre el 22 y el 24 de noviembre de 1963. Este pacto, sin embargo, dejó fuera al ala izquierda del gaullismo. En las elecciones de marzo de 1967 los candidatos oficiales gaullistas obtienen un 37,75 % de los votos (desglosados en un 31,50 % para UNR-UDT y un 6,25 % para los Republicanos Independientes. La coalición, por poco, mantendrá su mayoría absoluta. Esto lleva a una reflexión en la coalición, y en junio de 1967 en Lille, se lleva a cabo la fusión formal entre ambas formaciones con el nombre de Unión de Demócratas por la Quinta República (UDR). Se adoptan unos nuevos estatutos que fomentan la participación de los militantes, y se crea un secretariado nacional colegiado en el que se releva a los gaullistas históricos. El nuevo partido designará como secretario general a Robert Poujade, y el liderazgo del partido será para Georges Pompidou.

## Resultados electorales

### Elecciones presidenciales
|  | 44.65 % |

|  | 55.20 % |

### Elecciones legislativas
| Elecciones | # de votos     | % de escaños | # escaños | +/- | Gobierno  |
| ---------- | -------------- | ------------ | --------- | --- | --------- |
| 1958       | 3.603.958 (#2) | 17,60%       | 189/546   |     | Gobierno  |
| 1962       | 5.855.744 (#1) | 31,94%       | 233/465   | 44  | Coalición |